# Liste der Nummer-eins-Hits in Portugal (2013)
Diese Liste der Nummer-eins-Hits basiert auf der offiziellen Chartliste (Top 30 Artistas) der Associação Fonográfica Portuguesa (AFP), der portugiesischen Landesgruppe der IFPI, im Jahr 2013.

## Alben
| ← 2012 ← | Liste der Nummer-eins-Hits in Portugal | Liste der Nummer-eins-Hits in Portugal | Liste der Nummer-eins-Hits in Portugal | 2014 →                    |
| \| Zeitraum \| Wo. ges. \| Interpret \| Titel \| Zusätzliche Informationen \| \| (Zeitraum, Wochen auf Platz eins, Interpret, Titel, zusätzliche Informationen) \| \| \| \| \| \| ------------------------------------------------------------------------------ \| -------- \| --------------------------- \| --------------------------------- \| ------------------------- \| \| 49. Woche 2012 – 7. Woche 2013 12 Wochen (insgesamt 20) \| 20 \| Tony Carreira \| Essencial \| – \| \| 8. Woche 1 Woche \| 1 \| Nick Cave and the Bad Seeds \| Push the Sky Away Nick Launay \| – \| \| 9.–10. Woche 2 Wochen (insgesamt 36) \| 36 \| Pablo Alborán \| En acústico \| – \| \| 11. Woche 1 Woche \| 1 \| David Bowie \| The Next Day \| – \| \| 12.–16. Woche 5 Wochen (insgesamt 20) \| 20 \| Tony Carreira \| Essencial \| – \| \| 17. Woche 1 Woche \| 1 \| Michael Bublé \| To Be Loved \| – \| \| 18.–20. Woche 3 Wochen (insgesamt 20) \| 20 \| Tony Carreira \| Essencial \| – \| \| 21.–22. Woche 2 Wochen \| 2 \| Daft Punk \| Random Access Memories \| – \| \| 23. Woche 1 Woche \| 1 \| Queens of the Stone Age \| …Like Clockwork \| – \| \| 24.–27. Woche 4 Wochen (insgesamt 7) \| 7 \| Ana Moura \| Desfado \| – \| \| 28. Woche 1 Woche \| 1 \| Gisela João \| Gisela João \| – \| \| 29. Woche 1 Woche \| 1 \| 30 Seconds to Mars \| Love Lust Faith + Dreams \| – \| \| 30.–31. Woche 2 Wochen (insgesamt 7) \| 7 \| Ana Moura \| Desfado \| – \| \| 32.–36. Woche 5 Wochen \| 5 \| Liliane Marise \| Liliane Marise \| – \| \| 37. Woche 1 Woche \| 1 \| Arctic Monkeys \| AM \| – \| \| 38.–39. Woche 2 Wochen \| 2 \| António Zambujo \| Quinto \| – \| \| 40.–41. Woche 2 Wochen \| 2 \| Maria de Vasconcelos \| As cançoes da Maria II \| – \| \| 42.–43. Woche 2 Wochen \| 2 \| Pearl Jam \| Lightning Bolt \| – \| \| 44. Woche 1 Woche \| 1 \| Arcade Fire \| Reflektor \| – \| \| 45.–46. Woche 2 Wochen \| 2 \| Carlos do Carmo \| Fado é Amor \| – \| \| 47. Woche 1 Woche \| 1 \| António Zambujo \| Lisboa 22:38 – Ao vivo no coliseu \| – \| \| 48. Woche 1 Woche \| 1 \| One Direction \| Midnight Memories \| – \| \| 49. Woche 2013 – 1. Woche 2014 5 Wochen \| 5 \| Tony Carreira \| 25 Anos \| – \| |                                        |                                        |                                        |                           |
| ← 2012 |                                        |                                        |                                        | → 2014 →                  |
| Zeitraum | Wo. ges.                               | Interpret                              | Titel                                  | Zusätzliche Informationen |
| (Zeitraum, Wochen auf Platz eins, Interpret, Titel, zusätzliche Informationen) |                                        |                                        |                                        |                           |
| 49. Woche 2012 – 7. Woche 2013 12 Wochen (insgesamt 20) | 20                                     | Tony Carreira                          | Essencial                              | –                         |
| 8. Woche 1 Woche | 1                                      | Nick Cave and the Bad Seeds            | Push the Sky Away Nick Launay          | –                         |
| 9.–10. Woche 2 Wochen (insgesamt 36) | 36                                     | Pablo Alborán                          | En acústico                            | –                         |
| 11. Woche 1 Woche | 1                                      | David Bowie                            | The Next Day                           | –                         |
| 12.–16. Woche 5 Wochen (insgesamt 20) | 20                                     | Tony Carreira                          | Essencial                              | –                         |
| 17. Woche 1 Woche | 1                                      | Michael Bublé                          | To Be Loved                            | –                         |
| 18.–20. Woche 3 Wochen (insgesamt 20) | 20                                     | Tony Carreira                          | Essencial                              | –                         |
| 21.–22. Woche 2 Wochen | 2                                      | Daft Punk                              | Random Access Memories                 | –                         |
| 23. Woche 1 Woche | 1                                      | Queens of the Stone Age                | …Like Clockwork                        | –                         |
| 24.–27. Woche 4 Wochen (insgesamt 7) | 7                                      | Ana Moura                              | Desfado                                | –                         |
| 28. Woche 1 Woche | 1                                      | Gisela João                            | Gisela João                            | –                         |
| 29. Woche 1 Woche | 1                                      | 30 Seconds to Mars                     | Love Lust Faith + Dreams               | –                         |
| 30.–31. Woche 2 Wochen (insgesamt 7) | 7                                      | Ana Moura                              | Desfado                                | –                         |
| 32.–36. Woche 5 Wochen | 5                                      | Liliane Marise                         | Liliane Marise                         | –                         |
| 37. Woche 1 Woche | 1                                      | Arctic Monkeys                         | AM                                     | –                         |
| 38.–39. Woche 2 Wochen | 2                                      | António Zambujo                        | Quinto                                 | –                         |
| 40.–41. Woche 2 Wochen | 2                                      | Maria de Vasconcelos                   | As cançoes da Maria II                 | –                         |
| 42.–43. Woche 2 Wochen | 2                                      | Pearl Jam                              | Lightning Bolt                         | –                         |
| 44. Woche 1 Woche | 1                                      | Arcade Fire                            | Reflektor                              | –                         |
| 45.–46. Woche 2 Wochen | 2                                      | Carlos do Carmo                        | Fado é Amor                            | –                         |
| 47. Woche 1 Woche | 1                                      | António Zambujo                        | Lisboa 22:38 – Ao vivo no coliseu      | –                         |
| 48. Woche 1 Woche | 1                                      | One Direction                          | Midnight Memories                      | –                         |
| 49. Woche 2013 – 1. Woche 2014 5 Wochen | 5                                      | Tony Carreira                          | 25 Anos                                | –                         |